# 162P/Siding Spring
Pour les articles homonymes, voir Comète Siding Spring et Siding Spring.
162P/Siding Spring est une comète découverte en 2004 par Franco Mallia, Gianluca Masi et Roger Wilcox.

## Découverte et classification
L'objet fut découvert en 2004 par Franco Mallia, Gianluca Masi et Roger Wilcox. Initialement, il fut classé comme astéroïde par ses co-découvreurs et reçut en conséquence la désignation provisoire 2004 TU12. Cependant, l'objet se révéla par la suite être en fait une comète et fut dès lors redésigné et nommé P/2004 TU12 (Siding Spring),,, le « P/ » indiquant qu'il s'agit d'une comète périodique et Siding Spring étant l'observatoire de découverte de l'objet. L'objet reçut finalement sa désignation finale 162P/Siding Spring une fois son orbite définitivement confirmée.